# Finan de Lindisfarne
Finan de Lindisfarne (muerto el 17 de febrero de 661) fue un monje irlandés. Es santo de la iglesia católica.
Natural de Irlanda, profesó en el monasterio de Iona. En Lindisfarne fundó la catedral, y fue obispo desde el año 651 hasta su muerte. Fue el segundo obispo de Lindisfarne, tras San Aidan. Su conmemoración tiene lugar el 17 de febrero.
Convirtió al cristianismo a Sigeberto II "el bueno", rey de Essex y a Peada de Mercia o de los "anglos medios".
La fuente principal para su vida es la obra de Beda (Historia ecclesiastica gentis Anglorum).
Finan estuvo activo algún tiempo en el monasterio de la isla Church de Lough Currane en County Kerry; el lugar se conoce actualmente como St. Finan's Church. Al sur del lago está Inis Uasal ("isla noble"), isla que le está dedicada.